# Încă un film despre adolescenți?!
Încă un film despre adolescenți?! (en. Not Another Teen Movie) este un film de comedie american, regizat de Joel Gallen și scris de Mike Bender, Adam Jay Epstein, Andrew Jacobson, Phil Beauman și Buddy Johnson. Filmul are o distributie de ansamblu incluzand actorii principali: Chyler Leigh, Chris Evans, Jaime Pressly, Eric Christian Jones, Eric Christian Jones, Mia Kirshner, Deon Richmond, Cody McMains, Sam Huntington, Samm Levine, Cerna Vincent, Ron Lester, Randy Quaid și Riley Smith.
Lansat pe 14 decembrie 2001 de studioul Columbia Pictures, aceata este o parodie a filmelor adolescente care s-a acumulat la Hollywood de-a lungul deceniilor anterioare eliberării sale. În timp ce complotul general se bazează pe She's All That, precum și Varsity Blues, 10 Things I Hate About You, Can't Hardly Wait și Pretty in Pink, filmul este de asemenea umplut cu aluzii la numeroase alte filme despre adolescenti din anii 1980 și 1990, cum ar fi Bring It On, American Pie, Cruel Intentions, American Beauty,  Never Been Kissed, Ferris Bueller's Day Off,  Can't Buy Me Love, Jawbreaker, Sixteen Candles, Lucas si The Breakfast Club.